# Pèlerin
Pour les articles homonymes, voir Pèlerin (homonymie).

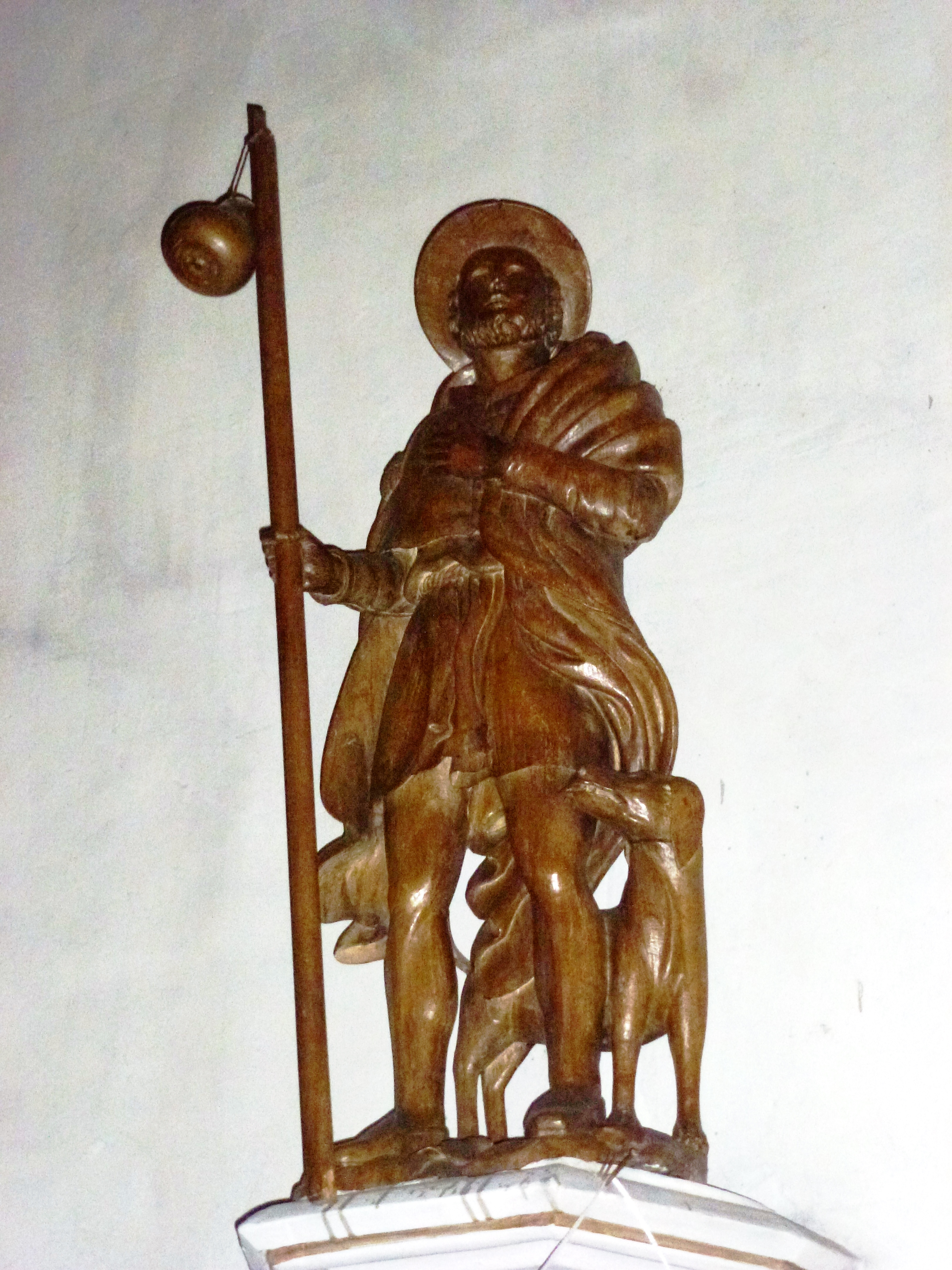
Statue de saint Roch pèlerin.

Le pèlerin est un voyageur qui effectue un pèlerinage. C'est un croyant qui fait un voyage vers un lieu de dévotion, vers un endroit tenu pour sacré selon sa religion.
Selon les origines étymologiques, le pèlerin est l'expatrié ou l'exilé ; il est partout un étranger inconnu des hommes. L'un des rôles sociaux des monastères est d'offrir l'hospitalité aux pèlerins qui sont en difficulté.

## Religions monothéistes
Le pèlerinage de Jérusalem est effectué par 80 % des 1,9 million de touristes, juifs, chrétiens et musulmans, qui se rendent en Israël.

## Religion catholique

### Lieux de pèlerinage
Outre Jérusalem, les pèlerins catholiques peuvent se rendre vers différents lieux de pèlerinage :
Rome
Les pèlerins qui font le pèlerinage de Rome peuvent emprunter à pied la Via Francigena. Aujourd'hui, les pèlerins se rendent souvent à Rome en avion.
Saint-Jacques-de-Compostelle

Le pèlerinage de Saint-Jacques-de-Compostelle où selon les chrétiens sont les restes de l'apôtre Jacques (en espagnol Santiago ; Saint-Jacques se trouve dans la région de la Galice, au nord-ouest de l'Espagne) est l'un des principaux pèlerinages depuis le Moyen Âge. Le pèlerin de Saint-Jacques-de-Compostelle se conforme à un grand nombre de traditions.
Autres lieux de pèlerinage
Parmi les plus connus, en France, on peut citer Lourdes et Lisieux.

### Femmes pèlerins
D’une façon générale, ni l’Église ni la littérature n’encourageaient les femmes à courir les routes, par crainte de débordements contraires à la morale.
Vers 1175, l’évêque de Rennes Étienne de Fougères, dans son Livre des manières, raconte comment une femme mariée peut facilement rencontrer son amant : elle se déclare malade, se fait conseiller un pèlerinage et obtient le consentement de son mari. Les vingt-deux miracles de saint Jacques repris par le Codex Calixtinus ne mettent en scène que deux mères d’adolescents et une vieille, toutes trois assez âgées pour décourager les séducteurs. Vers 1180, un récit hagiographique présente cependant une jeune fille originaire de Toulouse, délivrée du démon à Oviedo grâce à des séances d’exorcisme pratiquées en présence de reliques de saint Jacques. Le récit se termine ainsi : « Elle partit alors pour Saint-Jacques, Sainte-Marie de Rocamadour et Saint-Thomas de Cantorbéry, puis vers Jérusalem. »
La littérature n’est pas plus incitative et détaille les dangers qui guettent les honnêtes femmes. Floire et Blancheflor, vers 1150, est l’histoire d’une jeune noble, veuve et enceinte qui avait fait vœu d’aller à Compostelle. Malgré la compagnie de son père, elle est capturée par des Sarrasins. Au début du XIIIe siècle, la fille du comte de Pontieu, partie avec son mari demander un enfant à saint Jacques, se fait violer en Galice et se retrouve dans un harem. Au XIVe siècle, le Dit des annelés raconte le pèlerinage d’un jeune chevalier dont l’épouse est séduite sur la route par un chevalier célibataire. Seul Le livre de Ponthus, filz du roy de Galice et de la belle Sydoine fille du roy de Bretaigne s’achève en apothéose sur un pèlerinage « à Saint-Jacques en Galice », mais il s’agit d’un retour au pays. Au XVIIe siècle un bon moine de Limoges raconte le décès d’une jeune pèlerine dont le mari a poursuivi seul sa route. Au retour, il meurt sur la tombe, la défunte se pousse pour lui faire place dans son cercueil. Au XVIIIe siècle une pièce allemande, Le Pèlerinage à Compostelle envoie en Galice une jeune fille qui fuit l’amour, en compagnie d’un vieil ermite. Mais le mode est plus léger, bien que tout aussi moral.
De fait, on trouvait peu de femmes sur les grandes routes de pèlerinage (à peine 10 % si l’on peut se risquer à avancer un chiffre). En 1272 à Toulouse, passent un homme et deux femmes, marchands d’aiguilles se disant « des pèlerins voulant aller à Saint-Jacques », dont on ne sait pas s’ils sont d’honnêtes commerçants ou des hérétiques.

## Islam
Pèlerinage à la Mecque (Hajj)